# San Andrés (Magdalena)
San Andrés es una localidad mexicana ubicada en el estado de Jalisco, dentro del municipio de Magdalena.
El poblado tiene sus orígenes desde la época precolombina, siendo un asentamiento indígena. Posterior a la conquista, a mediados del siglo XVIDurante la existencia del Reino de la Nueva Galicia perteneció a condes, marqueses, escribanos y tesoreros de la Intendencia de Guadalajara; posteriormente, después de la Independencia de México estuvo bajo el poder de un grupo de terratenientes y fue en este tiempo dónde gozó de gran importancia en la zona, lo cual duró hasta el comienzo de la Revolución Mexicana.
Aquí se encuentra la exhacienda de San Andrés erigida por el Sr. Zenón Orendáin en el año 1800.
La economía es agrícola y ganadera, hay minas de ópalo en le cercanía.